# Холокост в Дубровенском районе
Холокост в Дубро́венском районе — систематическое преследование и уничтожение евреев на территории Дубровенского района Витебской области оккупационными властями нацистской Германии и коллаборационистами в 1941—1944 годах во время Второй мировой войны, в рамках политики «Окончательного решения еврейского вопроса» — составная часть Холокоста в Белоруссии и Катастрофы европейского еврейства.

## Геноцид евреев в районе
Дубровенский район был полностью оккупирован немецкими войсками к середине июля 1941 года, и оккупация продлилась более трёх лет — до июля 1944 года. Нацисты включили Дубровенский район в состав территории, административно отнесённой к зоне армейского тыла группы армий «Центр». Комендатуры — полевые (фельдкомендатуры) и местные (ортскомендатуры) — обладали всей полнотой власти в районе. Во всех крупных деревнях района были созданы районные (волостные) управы и полицейские гарнизоны из белорусских коллаборационистов.
Для осуществления политики геноцида и проведения карательных операций сразу вслед за войсками в район прибыли карательные подразделения войск СС, айнзатцгруппы, зондеркоманды, тайная полевая полиция (ГФП), полиция безопасности и СД, жандармерия и гестапо.
Одновременно с оккупацией нацисты и их приспешники начали поголовное уничтожение евреев. «Акции» (таким эвфемизмом гитлеровцы называли организованные ими массовые убийства) повторялись множество раз во многих местах. В тех населённых пунктах, где евреев убили не сразу, их содержали в условиях гетто вплоть до полного уничтожения, используя на тяжёлых и грязных принудительных работах, от чего многие узники умерли от непосильных нагрузок в условиях постоянного голода и отсутствия медицинской помощи.
За время оккупации практически все евреи Дубровенского района — около 4000 человек — были убиты, а немногие спасшиеся в большинстве воевали впоследствии в партизанских отрядах.
Евреев в районе убили в Дубровно, Лядах, Рассасно, Баево, Козьянах и других деревнях.

## Гетто
Оккупационные власти под страхом смерти запретили евреям снимать жёлтые латы или шестиконечные звёзды (опознавательные знаки на верхней одежде), выходить из гетто без специального разрешения, менять место проживания и квартиру внутри гетто, ходить по тротуарам, пользоваться общественным транспортом, находиться на территории парков и общественных мест, посещать школы.

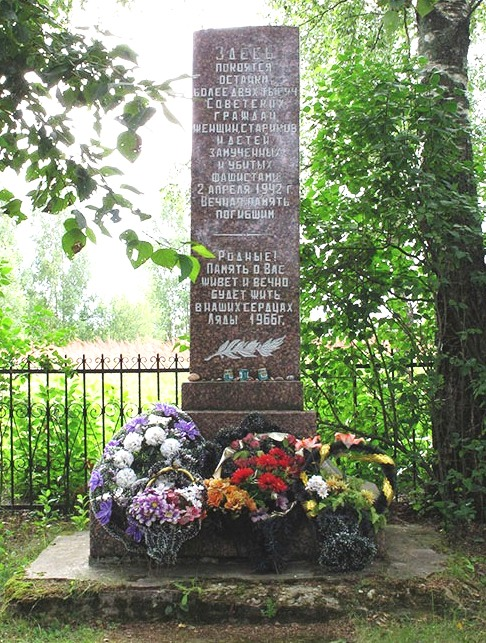
Памятник евреям — узникам гетто в Лядах

Реализуя нацистскую программу уничтожения евреев, немцы создавали гетто почти во всех городах и населённых пунктах Беларуси, где проживало еврейское население. Так и в Дубровенском районе оккупанты организовали 6 гетто (3 из них — в Лядах):
- в гетто деревни Баево[бел.] (лето 1941 — октябрь 1941) были убиты около 200 евреев.
- в гетто города Дубровно (октябрь 1941 — декабрь 1941) были замучены и убиты около 2000 евреев.
- в гетто деревни Ляды (лето 1941 — 2 апреля 1942) были убиты более 2000 евреев.

### Гетто в Россасно
18 июля 1941 деревню Россасно (Россасна) Малосавинского сельсовета заняли части вермахта. На следующий же день после оккупации немцы согнали всех местных евреев в гетто. Часть евреев сразу, в течение двух дней, расстреляли на холме около деревни. В марте 1942 года нацисты убили 74 последних еврея. Опубликованы неполные списки убитых в Россасно евреев.

## Случаи спасения и «Праведники народов мира»
В Дубровенском районе 4 человека были удостоены почётного звания «Праведник народов мира» от израильского мемориального института «Яд Вашем» «в знак глубочайшей признательности за помощь, оказанную еврейскому народу в годы Второй мировой войны».
- Реутович Степан и Ефимия — за спасение Гуменник (Каплан) Иды в Дубровно[21].
- Минин Иван — за спасение Хенох (Кузнецовой) Фрузы в деревне Чубаково[22].
- Моисеенко Мария — за спасение Котляр (Малкиной) Доры в деревне Рыбалтово[23].

## Память
Памятники жертвам геноцида евреев в Дубровенском районе установлены в Дубровно, Лядах, Баево и деревне Козьяны.
Опубликованы неполные списки убитых евреев района.